# Malý Hrzín
Malý Hrzín (německy Kleingrün) je malá vesnice, část obce Stráž nad Ohří v okrese Karlovy Vary v Karlovarském kraji. Nachází se asi 4,5 kilometru severně od Stráže nad Ohří. Je zde evidováno 18 adres. V roce 2011 zde trvale žil jeden obyvatel.
Malý Hrzín je také název katastrálního území o rozloze 2,22 km2.

## Historie
První písemná zmínka o vesnici pochází z roku 1357. Ves však vznikla bezpochyby během kolonizace ve 13. nebo na počátku 14. století. Okolí v té době patřilo až do poloviny 14. století benediktínskému klášteru v Postoloprtech. V roce 1357 vesnici Malý Hrzín i okolní vesnice koupil Karel IV. a připojil je k hradu Hauenštejn. V 16. století drželi vesnici Šlikové, později patřila až do zániku patrimoniální správy pod panství Klášterec nad Ohří. Po druhé světové válce a odsunu německého obyvatelstva došlo jen k nepatrnému dosídlení, část staveb začala sloužit k rekreačním účelům, většina jich však byla zbořena.

## Obyvatelstvo
Při sčítání lidu v roce 1921 zde žilo 110 obyvatel (z toho 57 mužů) německé národnosti a římskokatolického vyznání. Podle sčítání lidu z roku 1930 měla vesnice 112 obyvatel se stejnou národnostní a náboženskou strukturou.
| Rok                                                   | 1869 | 1880 | 1890 | 1900 | 1910 | 1921 | 1930 | 1950 | 1961 | 1970 | 1980 | 1991 | 2001 | 2011 | 2021 |
| ----------------------------------------------------- | ---- | ---- | ---- | ---- | ---- | ---- | ---- | ---- | ---- | ---- | ---- | ---- | ---- | ---- | ---- |
| Počet obyvatel                                        | 145  | 128  | 140  | 124  | 123  | 110  | 112  | 9    | 26   | 32   | 1    | 1    | 1    | 1    | 5    |
| Počet domů                                            | 23   | 22   | 23   | 23   | 23   | 20   | 20   | 19   | —    | 5    | 1    | 3    | 3    | 4    | 4    |
| Počet domů v roce 1961 je zahrnut v počtu domů v Boči |      |      |      |      |      |      |      |      |      |      |      |      |      |      |      |

## Obecní správa
Při sčítání lidu v letech 1869–1975 Malý Hrzín byl osadou obce Boč, se kterým patřily nejprve do okresu Kadaň, ale v roce 1950 v okrese Karlovy Vary-okolí a v letech 1961–1975 v okrese Karlovy Vary. Od 1. ledna 1976 je částí obce Stráž nad Ohří v okrese Karlovy Vary.

## Pamětihodnosti
- Venkovská usedlost čp. 8
- Domy čp. 13 a 133
- Kaple z 19. století

## Galerie

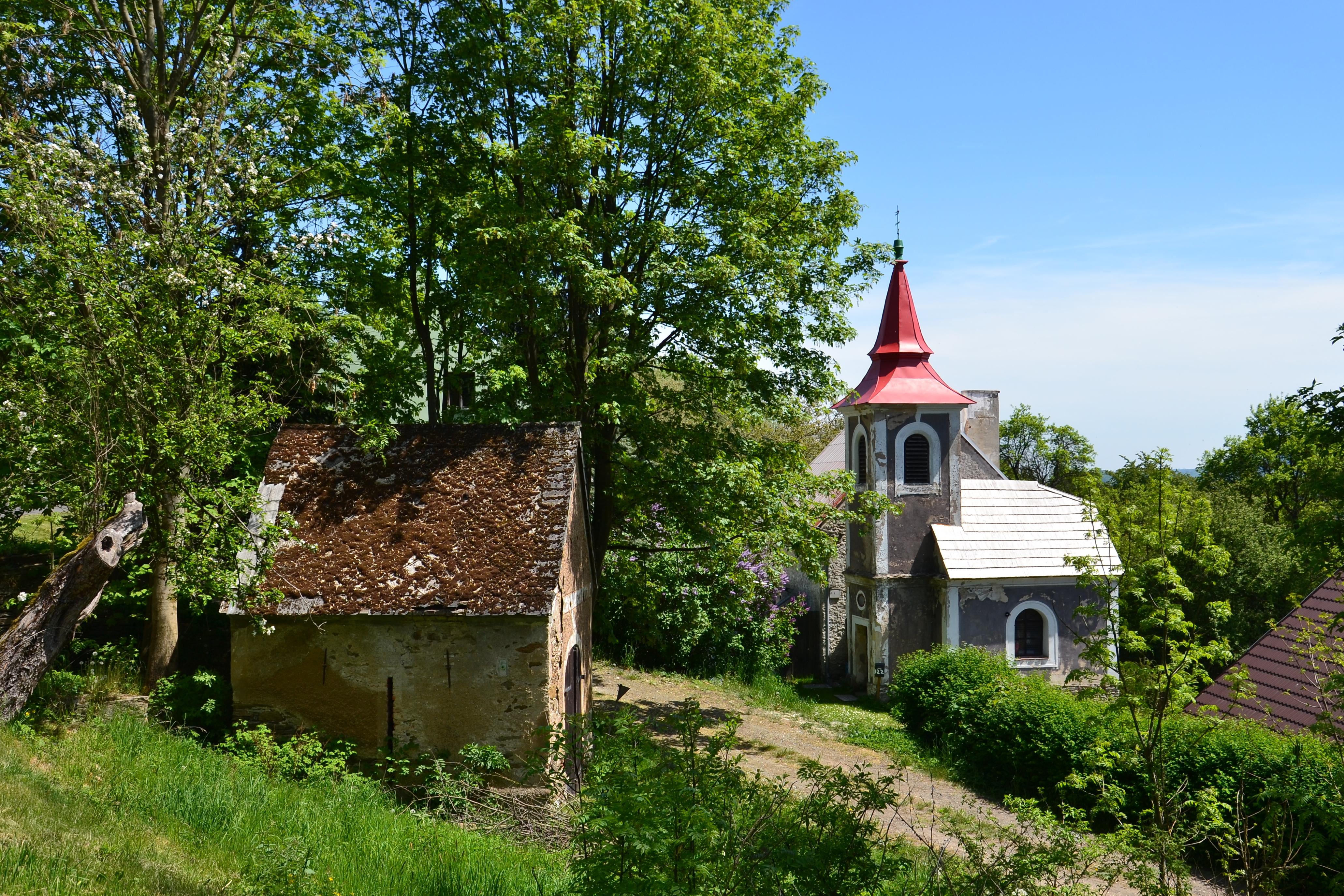
Kaple
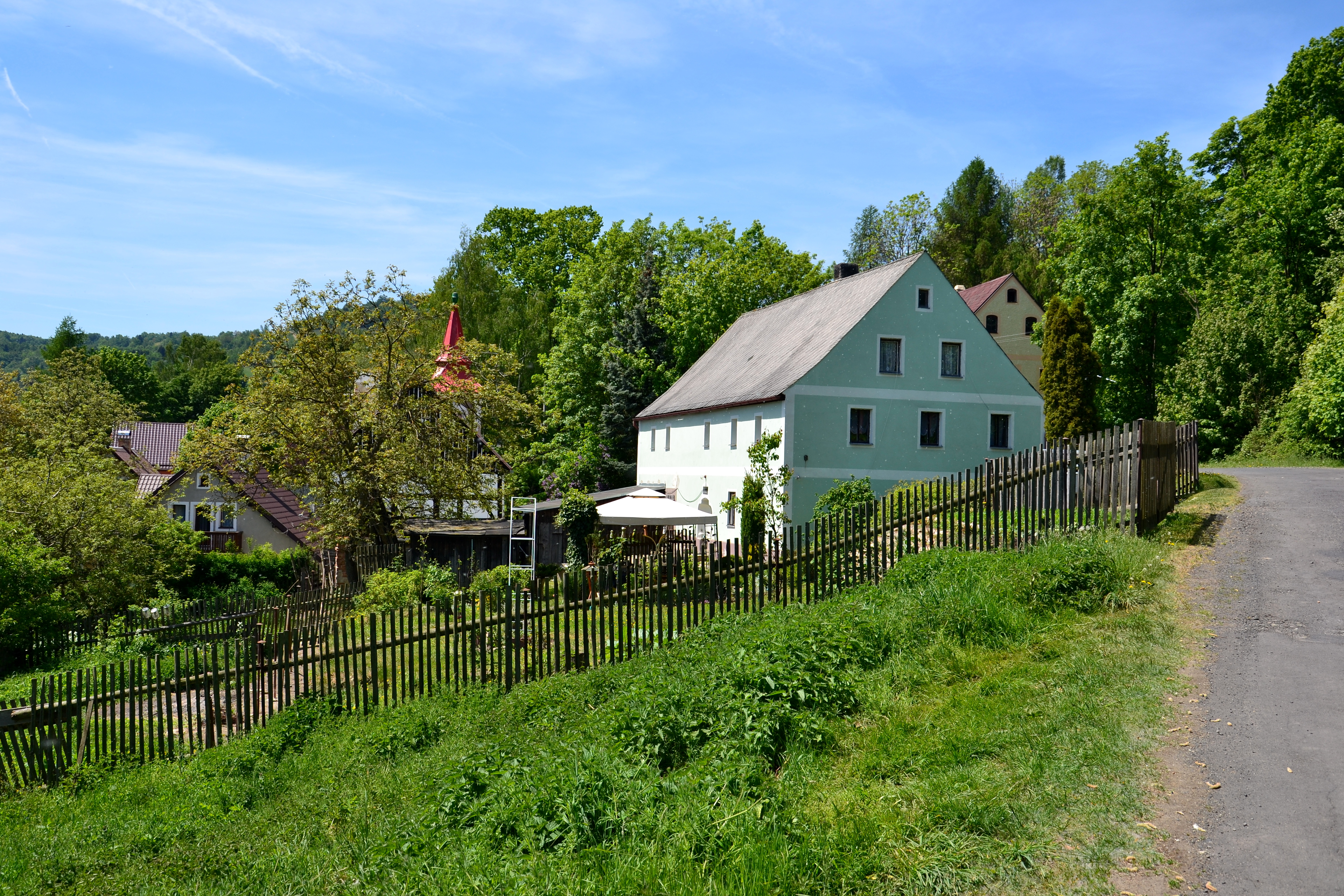
Usedlost čp. 8
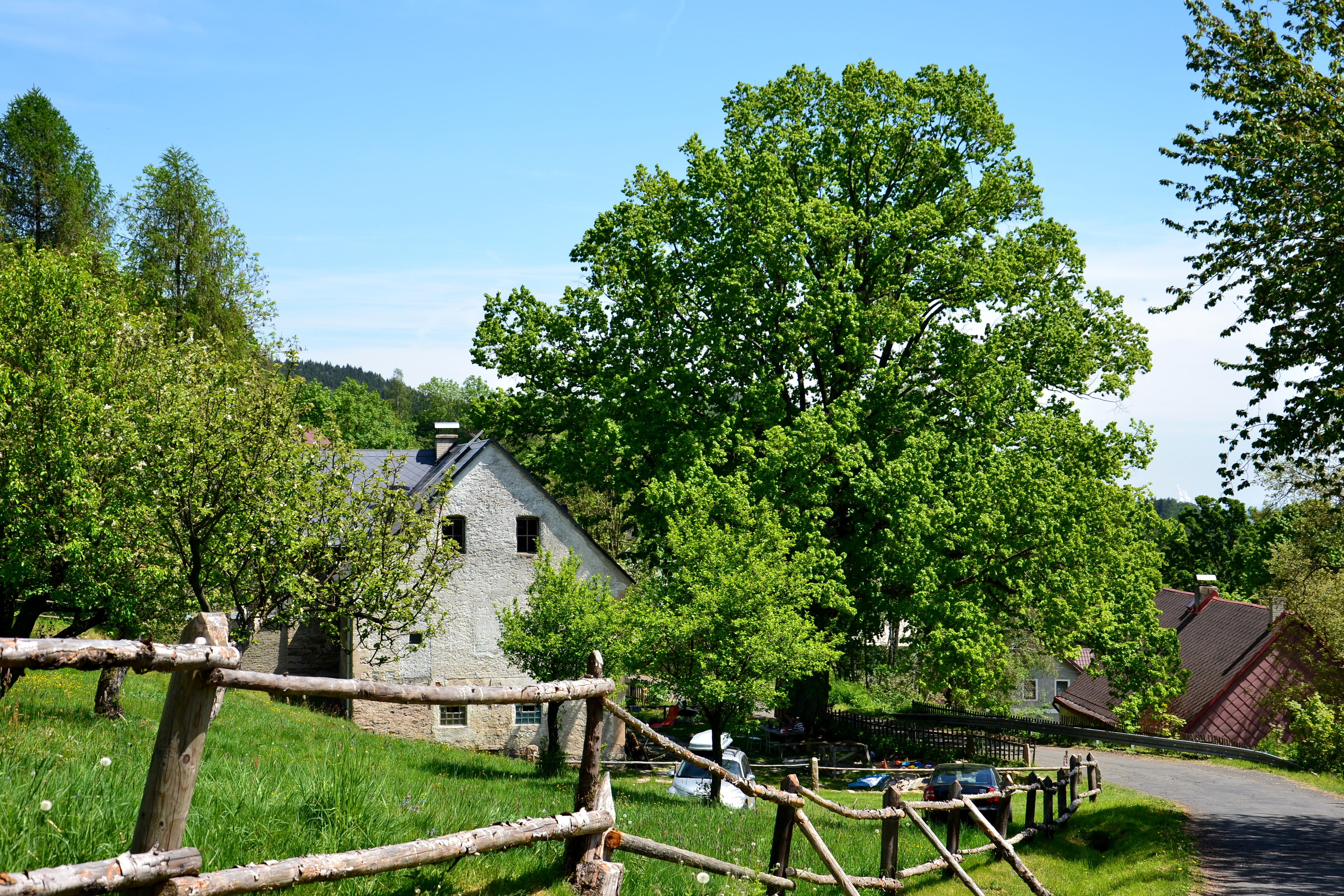
Památná lípa